# Astragalus granitovii
Astragalus granitovii es una especie de planta del género Astragalus, de la familia de las leguminosas, orden Fabales.

## Distribución
Astragalus granitovii se distribuye por Mongolia.

## Taxonomía
Fue descrita científicamente por Sancz. ex N. Ulziyhk.. Fue publicada en Byull. Moskovsk. Obshch. Isp. Prir., Otd. Biol., n.s., 95(2): 81 (1990).